# رئاسة جيمس ماديسون

شعار الامريكي

بدأت فترة جيمس ماديسون الرئاسية في 4 مارس 1809، عندما نصب رئيسًا للولايات المتحدة، وانتهت في 4 مارس 1817. تولى ماديسون -الرئيس الرابع للولايات المتحدة- منصبه بعد التغلب على الفيدرالي تشارلز كوتسوورث بينكني بكل سهولة في الانتخابات الرئاسية عام 1808. أعيد انتخابه بعد أربع سنوات، وهزم ديويت كلينتون في انتخابات عام 1812. كانت حرب 1812 مع بريطانيا من أهم أحداث فترة رئاسته. خلف ماديسون وزير الخارجية جيمس مونرو، وهو عضو زميل في الحزب الديمقراطي الجمهوري.
هيمنت تأثيرات الحروب النابليونية على فترة تولي ماديسون الرئاسة. في البداية، استفاد التجار الأمريكيون من الحرب في أوروبا لأنها سمحت لهم بزيادة أنشطة الشحن، لكن كل من البريطانيين والفرنسيين بدأوا في مهاجمة السفن الأمريكية في محاولة لقطع التجارة. ردًا على الهجمات البريطانية المستمرة على الشحن الأمريكي والممارسات البريطانية، أعلنت الولايات المتحدة الحرب على بريطانيا، بداية حرب 1812. كانت الحرب مستنقعًا إداريًا، حيث لم يكن للولايات المتحدة جيش قوي ولا نظام مالي، وفشلت الولايات المتحدة في غزو كندا. في عام 1814، دخل البريطانيون واشنطن وأضرموا النار في البيت الأبيض ومبنى الكابيتول. ومع ذلك، فازت الولايات المتحدة بالعديد من الانتصارات البحرية البارزة وسحقت مقاومة الأمريكيين الأصليين المتحالفين مع بريطانيا في الغرب. بعد فترة وجيزة من الانتصار الأمريكي في معركة نيو أورلينز، انتهت الحرب بالتصديق على معاهدة غينت، حيث لم يقدم أي من الطرفين تنازلات كبيرة. على الرغم من عدم تحقيق مكاسب في الحرب، أقنع توقيت المعاهدة العديد من الأمريكيين بأن الولايات المتحدة قد حققت انتصارًا كبيرًا في الحرب، وازدادت شعبية ماديسون. انهار الفدراليون كحزب وطني في أعقاب الحرب التي عارضوها بشدة.
دخل ماديسون منصبه وهو يعتزم مواصلة الإرث الحكومي المحدود لسلفه الديمقراطي الجمهوري، توماس جيفرسون. ومع ذلك، في أعقاب الحرب، فضل ماديسون تعريفات أعلى وزيادة الإنفاق العسكري وإنشاء البنك الثاني للولايات المتحدة. على الرغم من معارضة أنصار البناء الصارمين مثل جون راندولف، فقد سنت الكثير من أجندة ماديسون بعد الحرب. غادر ماديسون المنصب بشعبية كبيرة، وانتخب خليفته المختار، جيمس مونرو، مع القليل من المعارضة. على الرغم من أن العديد من المؤرخين ينتقدون رئاسة ماديسون، لكنه يصنف عمومًا كرئيس أعلى من المتوسط في استطلاعات الرأي التي أجريت على المؤرخين وعلماء السياسة.

## انتخابات 1808
مع انتهاء فترة ولاية توماس جيفرسون الثانية، وقرار جيفرسون بالتقاعد، ظهر ماديسون كمنافس رئاسي بارز في الحزب الديمقراطي الجمهوري في عام 1808. واجه ترشيح ماديسون مقاومة من عضو الكونجرس جون راندولف، زعيم مجموعة ديمقراطية جمهورية معروفة مثل تيرتيوم كويد، والتي عارضت العديد من سياسات جيفرسون. فضلت مجموعة منفصلة من الجمهوريين الديمقراطيين من نيويورك ترشيح نائب الرئيس الحالي جورج كلينتون لمنصب الرئيس. في المؤتمر الحزبي للترشيح بالكونغرس، هزم ماديسون كلينتون والمرشح المفضل من حزب تيرتيوم كويد، جيمس مونرو. نظرًا لانهيار الحزب الفيدرالي المعارض بحلول هذا الوقت إلى حد كبير خارج نيو إنجلاند، هزم ماديسون بسهولة مرشحه، تشارلز كوتسوورث بينكني، في الانتخابات العامة. حصل ماديسون على 122 صوتًا انتخابيًا مقابل 47 صوتًا لبينكني، بينما حصل كلينتون على 6 أصوات انتخابية لمنصب الرئيس من ولايته نيويورك. أعيد انتخاب كلينتون لمنصب نائب الرئيس، متغلبًا بسهولة على الفدرالي روفوس كينغ لمنصب نائب الرئيس.
كانت القضية الرئيسية للانتخابات هي قانون الحظر لعام 1807، وهو حظر عام كان مفروضًا على جميع السفن والسفن في الموانئ والمرافئ الأمريكية. أضر حظر الصادرات بالتجار والمصالح التجارية الأخرى، على الرغم من تشجيعه الصناعة المحلية. أدت هذه الصعوبات الاقتصادية إلى إحياء المعارضة الفيدرالية، خاصة في نيو إنجلاند المعتمدة على التجارة. كانت هذه الانتخابات الأولى من حالتين فقط في التاريخ الأمريكي ينتخب فيها رئيسًا جديدًا مع استمرار نائب الرئيس الحالي في منصبه.

## الإدارة

### الخزانة
عند تنصيبه في عام 1809، واجه ماديسون على الفور معارضة لتعيينه المخطط له لوزير الخزانة ألبرت غالاتين كوزير للخارجية. اختار ماديسون عدم محاربة الكونجرس من أجل الترشيح لكنه أبقى على غالاتين، المرحل من إدارة جيفرسون، في وزارة الخزانة. كان غالاتين المولود في سويسرا هو المستشار الرئيسي والمقرب ومخطط السياسة لماديسون. الأعضاء الآخرون في حكومة ماديسون الأولية، الذين اختيروا لتحقيق التوازن الجغرافي والولاء الحزبي أكثر من القدرة، كانوا أقل فائدة. كانت الخبرة العسكرية الوحيدة لوزير الحرب وليام يوستيس هي أثناء الحرب الثورية الأمريكية، بينما كان وزير البحرية بول هاملتون مدمنًا على الكحول. عين ماديسون وزير الخارجية روبرت سميث فقط بأمر من شقيق سميث، السناتور القوي صمويل سميث. لم يكن لدى ماديسون أي مودة لأي من الأخوين. كما عمل نائب الرئيس كلينتون بنشاط لتقويض رئاسة ماديسون. مع وجود خزانة مليئة بأولئك الذين لا يثق بهم، نادرًا ما دعا ماديسون اجتماعات مجلس الوزراء وبدلًا من ذلك تشاور مع غالاتين وحده.
بعد العداء مع غالاتين، فصل سميث في عام 1811 لصالح جيمس مونرو، وأصبح لمونرو تأثيرًا كبيرًا في إدارة ماديسون. عين ماديسون العديد من أعضاء مجلس الوزراء الجدد بعد فوزهم بإعادة انتخابهم. استبدل هاميلتون أخيرًا بـ وليام جونز، بينما حل جون أرمسترونغ جونيور محل يوستيس، الأمر الذي أثار استياء مونرو الذي كان يكره أرمسترونج. خلال حرب عام 1812، أرسل غالاتين كمبعوث سلام إلى أوروبا ثم استبدل كوزيرًا للخزانة من قبل جونز (على أساس مؤقت) وجورج دبليو كامبل وأخيرًا ألكسندر دالاس. طرد ماديسون المحبط أرمسترونغ بعد عدة إخفاقات، واستبدله بمونرو. انضم ريتشارد راش، وبنجامين ويليامز كرونينشيلد، ودالاس أيضًا إلى مجلس الوزراء في عام 1814، وللمرة الأولى كان لدى ماديسون خزانة فعالة ومتناغمة.

### نواب الرئيس
عمل شخصان كنائب للرئيس في عهد ماديسون. خدم جورج كلينتون من 4 مارس 1809 حتى وفاته في 20 أبريل 1812. كان كلينتون أول نائب رئيس يموت في منصبه. نظرًا لعدم وجود أي حكم دستوري لملء منصب شاغر على المدى القصير في منصب نائب الرئيس قبل التصديق على التعديل الخامس والعشرين في عام 1967، ترك المنصب شاغرًا. بعد فوز الحزب الجمهوري الديمقراطي في الانتخابات الرئاسية لعام 1812، تولى إلبريدج جيري منصبه في 4 مارس 1813. وبقي في منصبه حتى وفاته في 23 نوفمبر 1814؛ بقي نائب الرئيس شاغرا لما تبقى من فترة ولاية ماديسون الثانية. ماديسون هو الرئيس الوحيد الذي توفي نائبه أثناء وجوده في منصبه.

### تعيينات السفراء
عين ماديسون وليام بينكني، الذي كان وزيرًا مشاركًا مع جيمس مونرو خلال العامين الماضيين، سفيرًا في بريطانيا العظمى. عاد بينكني إلى وطنه عام 1811. واستبدله ماديسون بجوناثان راسل، الذي خدم حتى اندلاع الحرب في عام 1812. عند استئناف السلام تولى جون كوينسي آدامز هذا المنصب، بعد أن تخلى عن منصب السفير في روسيا. عين ماديسون جيمس أ. بايارد ليحل محل آدامز في روسيا، لكنه رفض المنصب. بقي المنصب شاغرًا حتى الإدارة التالية. بالنسبة لفرنسا، ترك ماديسون المعين من قبل جيفرسون جون ارمسترونغ في منصبه حتى عام 1810. واستبدله ماديسون بالشاعر جويل بارلو، الذي توفي بسبب الالتهاب الرئوي بالقرب من الجبهة في بولندا. استبدله ماديسون بوليام إتش كروفورد حتى عام 1814 ثم وزير الخزانة السابق ألبرت غالاتين. بالنسبة لإسبانيا، احتفظ ماديسون بالقائم بالأعمال جورج دبليو إرفينج، وهو منقلًا من إدارة جيفرسون، ورفع المنصب إلى وزير مفوض في عام 1814. بالنسبة للبرتغال، عين ماديسون توماس سومتر جونيور.[بحاجة لمصدر]